# Reims
Reims (en francès i oficialment) o Rems és un municipi francès, situat al departament del Marne i a la regió del Gran Est. L'any 2018 tenia 182.211 habitants. Junt amb Épernay és una de les capitals del vi Champagne.
A l'antiguitat era la capital de la tribu gal·la dels rems, i els romans l'anomenaren Durocortorum. Al final del segle v, el bisbe Sant Remigi de Reims hi va batejar el rei franc Clodoveu I. Des de llavors, Reims va ser la ciutat on tradicionalment es coronaven els reis de França, a la Catedral de Reims, un dels grans edificis gòtics de França.
Destruïda durant la Primera Guerra Mundial i reconstruïda posteriorment, també va ser ocupada per l'exèrcit alemany durant la Segona Guerra Mundial
Situada en una plana al nord del país, a uns 130 km de París i envoltada pel riu Vesle, afluent de l'Aisne, i el canal Marne-Aisne. Disposa d'un dels millors ports fluvials de França.

## Educació
- NEOMA Business School

## Llocs d'interès
- Catedral